# Architis cymatilis
Espèce
Synonymes
- Architis suarez Carico 1989

Architis cymatilis est une espèce d'araignées aranéomorphes de la famille des Pisauridae.

## Distribution
Cette espèce se rencontre à la Trinité, en Colombie, en Équateur, au Pérou et au Brésil en Acre, au Rondônia, au Mato Grosso et au Pará,.

## Description
La carapace du mâle holotype mesure 1,70 mm de long sur 1,42 mm et l'abdomen 2,5 mm et la carapace de la femelle paratype mesure 2,4 mm de long sur 2,2 mm et l'abdomen 4,5 mm.
Le mâle décrit par Santos en 2007 mesure 3,1 mm et la femelle 4,0 mm.

## Publication originale
- Carico, 1981 : The Neotropical spider genera Architis and Staberius (Pisauridae). Bulletin of the American Museum of Natural History, no 170, p. 140-153 (texte intégral).